# Cryptorama minutum
Cryptorama minutum är en skalbaggsart som först beskrevs av Leconte 1878.  Cryptorama minutum ingår i släktet Cryptorama och familjen trägnagare. Inga underarter finns listade i Catalogue of Life.